# خليل عجمي
خليل عجمي
شاعر غزير الإنتاج من جبل عامل

## ولادته ونشأته
- ولد في بلدة معركة من قرى جبل عامل في قضاء صور في العام 1954 م.
- تلقى علومه الابتدائية في مدرسة القرية والثانوية في مدينة صور والجامعية في بيروت
- نظم الشعر باكرا وأولى قصائده كانت في السنة الرابعة الابتدائية.
- تخرّج من الجامعة وعمل مدرسا للّغة العربية في عدد من ثانويات لبنان.
- اعتقل في معتقل أنصار سنة 1984 م ونظم في الاعتقال قصيدة مشهورة بعنوان «رسالة إلى أمي»

## شعره

### بحر المناجاة
ينسب إليه البعض تجديده في بحور الشعر، حيث أضاف بحراً جديداً أسماه «بحر المناجاة». فقد استطاع خليل عجمي أن يزوِّد التراث الشعري ببحرٍ جديد يتألف من ست تفعيلات هي:
```
مستفعلن فاعل فاعلن  مستفعلن فاعلن فاعلن
```

وقد نظم على هذا الوزن فقال:
```
 يا زينبٌ ذلك الكوكبُ   أنواره منك تُستقطبُ

 لا ترسلي نحـوه نـظرة   أمـامنا علَّهُ يـغضبُ
```

### في «الأولون»
اشترك في العام 1993م و 1994م في برنامج (الأولون) الذي أنتجته قناة المستقبل فذاع صيته وبرع في الارتجال إلى جانب الشاعرين عباس فتوني وبشارة السبعليي وكانت لقصيدته المرتجلة صدى حيث قال لغريميه:
```
 فتن الفتوني فتنـةً فـتّانة  ففتلته بفتات فـتـة فـلـفـل
 

 سبّت سباع السبعلي سباعنا  فجدعـت أنـف الـسبعلي لأسـفل

وطبشت رأس السبعلي برأس   عباس الفتوني في العكاظ الأول
 

وجعلـتهـا للعـالمين حكاية  تعتزّ فيــها شــاشة المستقبل
```

### في معتقل أنصار
عارض الاجتياح الإسرائيلي لجنوب لبنان في العام 1982م، وألقى العديد من القصائد المنددة، مما عرّضه للاعتقال في سجن أنصار الشهير. وفي المعتقل كان له قصيدة كتبها على قطعة قماش وأرسلها لوالدته:
```
 
مـاذا أحـدّثكم ووجـهـي وارم   وعلى الضلوع من الأذى أزرارُ
 
 
شدّوا يديّ إلى الوراء وأحكموا   ضـرباتـهـم بخواصري وتباروا
 
 
زرد على جسـدي ورشّـاش عـلى    رأسـي ووجهي للجـدار مـدارُ
 
 
لكــنّـني أحســستُ رغم تألّمي    أنّي شــجـاع فارس مــغـوارُ
```

### مع الشعر الحديث
له موقف معادٍ للشعر الحديث، ويعتبره خطرا على التراث وهمّا على الأمة العربية، ويقول في هذا الصدد:
```
ما أجـمل الـشعــر الأصيل بسهرة  فيها عباقرة البيان تلاقوا

والشـعـر مـوزون القـوافي رائع  ولـقـاؤنا جـمـهـوره ذوّاق
 

وإذا الـقـصـيدة لم تكن موزونة  لا تـسـتـلذّ بوقعها الأذواق
 

فلنـكـهة الـشعر الأصـيـل حلاوةٌ  أمّـا الـحديـث فـطعمه سمّاق
 

رتّـل عـلـى بحـر الخلـيل قصائدا  إنّ الـتـراث لوقعها مشتاق
 

ودع الطـلاسـم للّذين تعـلّـقـوا  بالغرب كـي تُبنى لهـم أسواق
 

إن كنت عن نظم الأصالة عـاجـزا  فاقنع بما كـتبت لك الأرزاق
 

واترك مهام الشعر واعمل مطربا  إن كـنـت بـين المطربين تطاق
```

### القصائد المغنّاة
له العديد من القصائد التي تم تلحينها وإنشادها مثال:
1. بدم الشهيد تحرّر الأوطان
2. نحن بركان تفجّر
3. الشعب اشتاق أبا صدري
4. يا أول حب في قلبي

### دواوينه
1. رقصة البنادق
2. غزل إلى الأزل
3. قصائد الانتصار
4. القناديل الخضراء
5. مصابيح الكلام
6. البيارق

## الوصلات الخارجية
قصائد الانتصار - الشاعر خليل عجمي - ديوان